# Challenger de Aix-en-Provence 2022
El torneo Open du Pays d'Aix 2022 fue un torneo de tenis perteneció al ATP Challenger Tour 2022 en la categoría Challenger 100. Se trató de la 9.ª edición; el torneo tuvo lugar en la ciudad de Aix-en-Provence (Francia), desde el 2 hasta el 8 de mayo de 2022 sobre pista de tierra batida al aire libre.

## Jugadores participantes del cuadro de individuales
| Favorito | País                | Jugador             | Rank1 | Posición en el torneo |
| -------- | ------------------- | ------------------- | ----- | --------------------- |
| 1        | Bandera de Francia  | Benjamin Bonzi      | 58    | CAMPEÓN               |
| 2        | Bandera de Alemania | Daniel Altmaier     | 67    | Segunda ronda         |
| 3        | Bandera de Francia  | Richard Gasquet     | 80    | Segunda ronda         |
| 4        | Bandera de Francia  | Quentin Halys       | 102   | Cuartos de final      |
| 5        | Bandera de Uruguay  | Pablo Cuevas        | 107   | Segunda ronda         |
| 6        | Bandera de Perú     | Juan Pablo Varillas | 111   | Segunda ronda         |
| 7        | Bandera de España   | Fernando Verdasco   | 118   | Primera ronda, retiro |
| 8        | Bandera de Francia  | Corentin Moutet     | 120   | Segunda ronda         |

- 1 Se ha tomado en cuenta el ranking del 25 de abril de 2022.

### Otros participantes
Los siguientes jugadores recibieron una invitación (wild card), por lo tanto ingresan directamente al cuadro principal (WC):
- Antoine Escoffier
- Sascha Gueymard Wayenburg
- Jo-Wilfried Tsonga

Los siguientes jugadores ingresan al cuadro principal tras disputar el cuadro clasificatorio (Q):
- Mathias Bourgue
- Martín Cuevas
- Gabriel Debru
- Calvin Hemery
- Kyrian Jacquet
- Alexei Popyrin

## Campeones

### Individual Masculino
- Benjamin Bonzi derrotó en la final a  Grégoire Barrère, 6–2, 6–4

### Dobles Masculino
- Titouan Droguet /  Kyrian Jacquet derrotaron en la final a  Nicolás Barrientos /  Miguel Ángel Reyes-Varela, 6–2, 6–3